# 史蒂芬·巴雷特
史蒂芬·巴雷特（英語：Stephen Joel Barrett，/ˈbærɪt/，1933年—），是一名美国精神科醫師、作家、美国全国反医疗诈骗咨委会共同创始人、伪医学观察主编。他从事揭发批评庸医与健康欺诈行动，并致力于消费者保护、醫學倫理、科学质疑。

## 生平
1957年，巴雷特毕业于哥伦比亚大学整形外科学院，并在1961年完成精神病学的驻院实习。1967年至1968年，他在位于芝加哥的拉萨尔扩展大学学习了美国法律及程序的函授课程。之后他担任从业医生，直至1993年退休。之后他离开宾夕法尼亚州艾伦镇，迁居至北卡罗莱纳州教堂山。
除了在经营自己的网站外，巴雷特也是全国反医疗诈骗咨委会共同创始人、副主席、董事；他也担任美国科学与健康协会的科学顾问、怀疑性探究委员会成员。1987年至1989年，他还在宾夕法尼亚州立大学教授健康教育课程。
巴雷特也担任普罗米修斯出版社的消费者健康图书馆的顾问编辑；此外他也担任两个医学期刊的同行审查小组成员。他是医景网与《替代医学科学评论》的编辑。此外他也经常出现在NBC日界線、今日美国、早安美国等节目的采访中。
他所负责的伪医学观察（英語：Quackwatch）在2003年5月获得MD NetGuide颁布的“最佳医师编辑网站”奖状。1984年，他因长期揭发营养学欺诈行为，获得了美国食品和药物管理局的公共服务特别奖。他也被《怀疑探索者》选入20世纪最杰出的批评家名单中。1986年，他获得美国饮食协会的荣誉会员称号。

## 消费与信息
伪医学观察网站是巴雷特及其他医师揭发批评庸医与健康欺诈行动的主要平台。该网站曾隶属于Quackwatch非盈利公司，后来该公司解散。巴雷特也是脊椎按摩疗法的主要质疑者之一。此外他对于替代医学的批判，也招致了替代医学支持者的反对。

## 出版作品
他独著与合著的书籍有：
- Consumer Health: A Guide to Intelligent Decisions, Barrett S, London WM, Kroger M, Hall H, Baretz R (2013). (textbook, 9th ed.) McGraw-Hill, ISBN 978-0078028489
- Dubious Cancer Treatment, Barrett SJ & Cassileth BR, editors (2001). Florida Division of the American Cancer Society
- Chemical Sensitivity: The Truth About Environmental Illness (Consumer Health Library), Barrett, SJ & Gots, Ronald E. (1998). Prometheus Books. ISBN 9781573921954
- The Health Robbers: A Close Look at Quackery in America, Barrett SJ, Jarvis WT, eds. (1993). Prometheus Books, ISBN 0-87975-855-4
- Health Schemes, Scams, and Frauds, Barrett SJ (1991). Consumer Reports Books, ISBN 0-89043-330-5
- Reader's Guide to Alternative Health Methods, Zwicky JF, Hafner AW, Barrett S, Jarvis WT (1993). American Medical Association, ISBN 0-89970-525-1
- The Vitamin Pushers: How the "Health Food" Industry Is Selling America a Bill of Goods, Barrett SJ, Herbert V (1991). Prometheus Books, ISBN 0-87975-909-7
- Vitamins and Minerals: Help or Harm?, Marshall CW (1983). Lippincott Williams & Wilkins ISBN 0-397-53060-9 (edited by Barrett, won the American Medical Writers Association award for best book of 1983 for the general public, republished by Consumer Reports Books).